# مالينا غارسيا
مالينا غارسيا (بالإسبانية: Malena Gracia) هي مغنية إسبانية، ولدت في 14 سبتمبر 1971 في مدريد في إسبانيا.

## وصلات خارجية
- مالينا غارسيا على موقع IMDb (الإنجليزية)
- مالينا غارسيا على موقع ديسكوغز (الإنجليزية)
- مالينا غارسيا على موقع قاعدة بيانات الفيلم (الإنجليزية)